# LF-koop
LF-koop is de officiële afkorting van 'Kooperativo de Literatura Foiro' en is een multimediale uitgeverij van Esperantomuziek, kranten, boeken, theaterteksten en zelfs films.
LF-koop is opgericht in La Chaux-de-Fonds in Zwitserland op 30 mei 1980 met als doel het produceren en op de markt brengen van goederen en diensten in en door middel van het Esperanto.
Het is ontstaan uit het tijdschrift 'Literatura Foiro', dat is gesticht in juni 1970.
Op dit ogenblik (2005) zijn de belangrijkste producten die LF-koop uitbrengt Literatura Foiro en Heroldo de Esperanto.